# Marcais
Marcais (en francès Marquay) és un municipi francès situat al departament de la Dordonya i a la regió de la Nova Aquitània.

## Demografia
| 1962                                       | 1968 | 1975 | 1982 | 1990 | 1999 | 2007 |
| ------------------------------------------ | ---- | ---- | ---- | ---- | ---- | ---- |
| 514                                        | 442  | 406  | 419  | 473  | 476  | 558  |
| Des de 1962: població sense dobles comptes |      |      |      |      |      |      |

## Administració
| Període   | Identitat       | Partit        |
| --------- | --------------- | ------------- |
| 1989-2001 | Louis Delmon    | PCF           |
| 2001-2008 | Jean-Fred Droin | PS            |
| 2008-     | Didier Delibie  | Divers gauche |